# Three Springs Shire
Koordinaten: 39° 32′ S, 115° 45′ O

Das Shire of Three Springs ist ein lokales Verwaltungsgebiet (LGA) im australischen Bundesstaat Western Australia. Das Gebiet ist 2.657 km² groß und hat etwa 600 Einwohner (2016).
Three Springs liegt im Westen des Staats etwa 270 Kilometer nördlich der Hauptstadt Perth. Der Sitz des Shire Councils befindet sich in der Ortschaft Three Springs, wo etwa 400 Einwohner leben (2016).

## Verwaltung
Der Three Springs Council hat sieben Mitglieder. Sie werden von allen Bewohnern der LGA gewählt. Three Springs ist nicht in Bezirke unterteilt. Aus dem Kreis der Councillor rekrutiert sich auch der Ratsvorsitzende und Shire President.